# Парава
Парава (рум. Parava) — село у повіті Бакеу в Румунії. Входить до складу комуни Парава.
Село розташоване на відстані 218 км на північ від Бухареста, 29 км на південь від Бакеу, 105 км на південний захід від Ясс, 128 км на північний захід від Галаца, 127 км на північний схід від Брашова.

## Населення
За даними перепису населення 2002 року у селі проживали 949 осіб, з них 943 особи (99,4%) румунів. Рідною мовою 948 осіб (99,9%) назвали румунську.